# Žumberak
Žumberak è un comune della Croazia, situato nella Regione di Zagabria. Secondo il censimento del 2023, gli abitanti sono 551, di cui il 99,7% croati. Il comune di Žumberak si estende su una superficie di 110 km² (42 km²). Il centro comunale si trova nella frazione di Kostanjevac. Prende il nome dalla località storica omonima, scomparsa nel 1793.
Žumberak e i monti di Samobor formano un parco naturale; è un'area carsica con boschi di faggi e castagni. Alla fine del XIX secolo, molti abitanti emigrarono in Slovenia, Austria e Germania a causa della fillossera della vite. Oggi a Žumberak si sono sviluppati il turismo rurale, la produzione di vino e la viticoltura.